# Gynoplistia (Gynoplistia) dispiloides
Gynoplistia (Gynoplistia) dispiloides is een tweevleugelige uit de familie steltmuggen (Limoniidae). De soort komt voor in het Australaziatisch gebied.